# Catocala alticola
Catocala alticola là một loài bướm đêm trong họ Erebidae.